# Grande-Bretagne aux Jeux olympiques d'hiver de 1932
Le Royaume-Uni, qui concourt sous le nom de Grande-Bretagne, participe aux Jeux olympiques d'hiver de 1932 à Lake Placid aux États-Unis du 4 au 15 février 1932. Il s'agit de sa troisième participation aux Jeux olympiques d'hiver. 
La Grande-Bretagne fait partie des pays qui ne remportent pas de médailles au cours de ces Jeux olympiques. Les quatre athlètes engagés sont tous des femmes, concourant toutes dans le concours individuel dames des épreuves de patinage artistique. Parmi elles, se trouvent la première porte-drapeau féminine d'une délégation lors d'une cérémonie d'ouverture des Jeux olympiques, Mollie Phillips, ainsi que la plus jeune participante de l'histoire des Jeux d'hiver, Cecilia Colledge, alors âgée de 11 ans et 74 jours.